# Stelis oligoblephara
Stelis oligoblephara är en orkidéart som beskrevs av Rudolf Schlechter. Stelis oligoblephara ingår i släktet Stelis och familjen orkidéer. Inga underarter finns listade i Catalogue of Life.